# Давудов, Омарасхаб Магомедович
Омарасхаб Магомедович Давудов (3 июля 2001) —  российский спортсмен, специализируется по ушу. Чемпион России по ушу.

## Спортивная карьера
В ноябре 2017 года стал бронзовым призёром Кубка России. В ноябре 2019 года в Москве стал обладателем Кубка России. В марте 2021 года в Москве стал чемпионом России.

## Спортивные достижения
- Кубок России по ушу 2017 — ;
- Кубок России по ушу 2019 — ;
- Чемпионат России по ушу 2021 — ;